# Гумбазы
Гумбазы (баш. Гөмбаҙы) — деревня в Стерлибашевском районе Башкортостана, входит в состав Стерлибашевского сельсовета.

## Население
| 2002 | 2009 | 2010 |
| ---- | ---- | ---- |
| 39   | ↘34  | ↘27  |

Национальный состав
Согласно переписи 2002 года, преобладающая национальность — башкиры (90 %).

## Географическое положение
Расстояние до:
- районного центра (Стерлибашево): 4 км,
- центра сельсовета (Стерлибашево): 4 км,
- ближайшей ж/д станции (Стерлитамак): 62 км.